# Дуб Максима Железняка
Дуб Макси́ма Железняка́ — экземпляр дуба, названный в честь Максима Железняка, одного из лидеров Колиивщины (1768). Растёт в урочище Холодный Яр Черкасского района Черкасской области.
Возраст дерева — более 1000 лет. Высота дуба около 30 метров, ствол имеет обхват 8,6 метров.
Его называют младшим братом знаменитого дуба Робина Гуда из Шервудского леса.
В 1997—1998 годах дерево стало чахнуть, усыхать. Чтобы спасти дерево, учёные пробурили скважины и закачали специальные удобрения, а также применили старинный метод — закопали под дубом несколько коровьих туш. Так была оздоровлена корневая система дуба, и дерево ожило буквально на глазах.
Тысячелетний дуб Максима Железняка — свидетель многих исторических событий. Под этим деревом собирались гайдамаки, планируя набеги на поместья помещиков. По преданию, дуб Железняка имеет волшебную силу. Отдохнув под его пышной кроной, каждый путешественник обретёт силы в достижении желаемого.
В 2010 году дуб Максима Железняка стал одним из семнадцати Национальных деревьев Украины.